# Olenegorsk
Olenegorsk (ryska Оленегорск) är en stad norr om polcirkeln, i Murmansk oblast i Ryssland. Staden ligger på Kolahalvön, 110 kilometer söder om Murmansk. Folkmängden uppgår till cirka 21 000 invånare.

## Historia
Järnvägsstationen vid Olenja (ryska Оле́нья) öppnade 1916. Järnvägens betydelse ökade på 1930-talet, då stationen i Olenja blev knutpunkt för förbindelsen till den nybyggda staden Montjegorsk, 30 kilometer till sydväst.
Järnmalm började brytas i området 1949. Olenja fick stadsrättigheter 1957 och fick I samband med detta sitt nuvarande namn, Olenegorsk, som på svenska betyder ”Renberget”.
Flygbasen för strategiskt bombflyg, Olenja, ligger 18 kilometer öster om Olenegorsk.